# دمت أفجار
ديميت أفجار (بالتركية: Demet Evgar)‏ هي ممثلة تركية ولدت في يوم 18 مايو 1980 في مدينة مانيسا في تركيا، مثلت في عدة مسلسلات وأفلام ومسرحيات تركية.

## روابط خارجية
- دمت أفجار على موقع IMDb (الإنجليزية)
- دمت أفجار على موقع روتن توميتوز (الإنجليزية)
- دمت أفجار على موقع ألو سيني (الفرنسية)
- دمت أفجار على موقع ميوزك برينز (الإنجليزية)
- دمت أفجار على موقع أول موفي (الإنجليزية)
- دمت أفجار على موقع قاعدة بيانات الفيلم (الإنجليزية)
- دمت أفجار على موقع كينوبويسك (الروسية)